# Claus-Christian Timmermann
 Claus-Christian Timmermann (* 1947) ist ein deutscher Elektrotechniker  und Hochschullehrer.

## Leben
Timmermann legte das Abitur am Hölty-Gymnasium in Wunstorf ab. Sein Studium der Elektrotechnik an der TU Braunschweig schloss er 1971 als Diplom-Ingenieur ab. Anschließend war er bis 1975 dort Wissenschaftlicher Mitarbeiter am Institut für Hochfrequenztechnik unter Hans-Georg Unger und wurde 1975 mit der Dissertation  Signalübertragung mit vielwelligen Gradientenfasern zum Dr.-Ing. promoviert. Bis 1979 arbeitete er bei Bosch in Darmstadt. Im selben Jahr erhielt er die Professur für Hochfrequenztechnik und Optische Nachrichtentechnik an der Hochschule Mannheim, damals noch Fachhochschule Mannheim. Von 1985 bis 2012 leitete er das  Institut für Hochfrequenztechnik und Optische Nachrichtentechnik, seitdem ist er beratend tätig. Er ist Mitglied des Institute of Electrical and Electronics Engineers und seit 1992 der New York Academy of Sciences.

## Schriften
- Lichtwellenleiter. Wellenausbreitung in Glasfasern und Hohlleitern. Vieweg,  Wiesbaden 1981 ISBN 3-528-03341-X
- Lichtwellenleiterkomponenten und -systeme. Vieweg, Wiesbaden 1984 ISBN 3-528-03351-7
- Programm HFTOOLS für s-Parameterschnittstellen- und Modelle zu PSPICE.  Profund-Verlag. Plankstadt 1997 ISBN 3-932651-24-3
- Hochfrequenzelektronik mit CAD. Einführung in Leitungen, Vierpole, Transistormodelle und Simulation mit numerischen und symbolischen CAD/CAE-Systemen  Profund-Verlag. Plankstadt 1997 ISBN 3-932651-21-9
- Hochfrequenzelektronik mit CAD. Rauschen, Schmal- und Breitbandverstärker, Oszillatoren, Koppler, Filter, PLL, Antennen- und Optoelektronik. Profund-Verlag. Plankstadt 1998 ISBN 3-932651-22-7